# Symplocos hotteana
Symplocos hotteana är en tvåhjärtbladig växtart som beskrevs av Ignatz Urban och Ekman. Symplocos hotteana ingår i släktet Symplocos och familjen Symplocaceae. Inga underarter finns listade i Catalogue of Life.